# Liste der Naturdenkmäler in Algund
Die Liste der Naturdenkmäler in Algund (italienisch Lagundo) enthält die sieben als Naturdenkmal ausgewiesenen Objekte auf dem Gebiet der Gemeinde Algund in Südtirol.
Basis ist das im Internet einsehbare offizielle Verzeichnis der Naturdenkmäler in Südtirol (Stand: 23. Januar 2015). Dabei kann es sich um botanische, geologische oder hydrologische Naturdenkmäler handeln. Die Reihenfolge in dieser Liste orientiert sich an der ID, alternativ ist sie auch nach dem Namen sortierbar.

## Liste
| Foto |                 | Name                                                  | Standort                                              | Beschreibung                               |
| ---- | --------------- | ----------------------------------------------------- | ----------------------------------------------------- | ------------------------------------------ |
| ja   | Datei hochladen | 1 Findlingsblock, Steinhuberhof in Algund ID: 004_G01 | 46° 41′ 20″ N, 11° 7′ 14″ O                           | Geologisches Naturdenkmal: Eiszeitfindling |
| ja   | Datei hochladen | 1 Findlingsblock, Steinhuberhof in Algund ID: 004_G02 | 46° 41′ 17″ N, 11° 7′ 11″ O                           | Geologisches Naturdenkmal: Eiszeitfindling |
| ja   | Datei hochladen | 1 Steineiche, Trenklhof in Mitterplars ID: 004_G03    | 46° 41′ 6″ N, 11° 7′ 4″ O                             | Botanisches Naturdenkmal: Eiche            |
| ja   | Datei hochladen | 2 Edelkastanien, Oberlechnerhof in Vellau ID: 004_G04 | 46° 41′ 43″ N, 11° 6′ 52″ O                           | Botanisches Naturdenkmal: Edelkastanie     |
| ja   | Datei hochladen | 1 Findlingsblock in Forst ID: 004_G05                 | 46° 40′ 44″ N, 11° 6′ 14″ O                           | Geologisches Naturdenkmal: Eiszeitfinding  |
| BW   | Datei hochladen | Ascherau ID: 004_G06                                  | 46° 39′ 19″ N, 11° 3′ 30″ O                           | Hydrologisches Naturdenkmal: Auwald        |
| BW   | Datei hochladen | Einzelne Eiche ID: 004_P01                            | 46° 42′ 21″ N, 11° 7′ 10″ O Franz-Frieden-Weg, Vellau | Botanisches Naturdenkmal: Eiche            |

| Foto: | Fotografie des Naturdenkmals. Klicken des Fotos erzeugt eine vergrößerte Ansicht. Daneben finden sich zwei Symbole: |
| ID    | Identifikator bei der Abteilung Natur, Landschaft und Raumentwicklung der Südtiroler Landesverwaltung               |